# Čampa
Čampa je priimek v Sloveniji, ki ga je po podatkih Statističnega urada Republike Slovenije na dan 1. januarja 2010 uporabljalo 332 oseb in je med vsemi priimki po pogostosti uporabe uvrščen na 1.114. mesto.

## Znani nosilci priimka
- Andreja Čampa Širca, nutricistka
- Bojan Čampa (športni delavec - Velenje - odbojka)
- Bojan Čampa (*1957), veteran vojne za Slovenijo
- Bojana Čampa (*1967), umetnostna zgodovinarka, literatka
- Boris Čampa (1926–2000), flavtist, pedagog, prof. AG
- Boštjan Čampa, zakonski in družinski terapevt, dr.
- Danijel Čampa, saksofonist
- Fani Čampa (1854–?), pevka, zborovodkinja=?
- Ivan Čampa (1914–1942), pesnik, književnik
- Jože Čampa (1893–1989), pisatelj
- Lojze Čampa, izseljenski delavec, urednik časopisa Enakopravnost
- Lojze Čampa (*1933), kipar
- Lojze Čampa (1935–2000), slovensko-hrvaški gozdar in ekolog
- Manca Čampa Pavlin, urednica, TV voditeljica
- Marjeta Čampa (=? Metka Čampa, bibliotekarka INZ)
- Sonja Avguštin Čampa, generalna sekretarka Svetovnega slovenskega kongresa